# Zazari-See
Der Zazari-See (griechisch Ζάζαρη, f. sg.) ist ein kleiner See im Norden Griechenlands der sich im östlichen Teil des Regionalbezirkes Florina befindet. Er gehört zu einer Reihe von Seen im  Becken von Eordea (λεκάνης της Εορδαίας), das von den Bergen Verno, Voras, Siniatsiko und Vermio gebildet wird. Außer dem Zazari-See gehört der Vegoritida-See, der Chimaditida-See (Χειμαδίτιδα) und der Petres-See zu dieser Seen-Gruppe.

## Geographie
Der Zazari-See hat eine Fläche von ca. 2 km² und liegt auf 602 m über dem Meer. Die mittlere Tiefe beträgt 4,6 m. Er wird gespeist von dem kleinen Flüsschen Sklithros, der im Verno entspringt. Der Zazari-See selbst gibt Wasser ab an den Chimatidida. Der See wurde zusammen mit seinen Nachbarn in das Programm Natura 2000 aufgenommen, er trägt die Nummer GR 1340005.